# Blånäbbad malimbe
Blånäbbad malimbe (Malimbus nitens) är en fågel i familjen vävare inom ordningen tättingar.<

## Utbredning och systematik
Fågeln förekommer från Senegal och Gambia till nordvästra Angola, Kongo-Kinshasa och västra Uganda. Den behandlas som monotypisk, det vill säga att den inte delas in i några underarter.

## Status
Arten har ett stort utbredningsområde och beståndet anses vara stabilt. Internationella naturvårdsunionen IUCN listar den därför som livskraftig (LC).